# Agnieszka Pietrzyk
Agnieszka Pietrzyk (ur. 1975 w Elblągu) – polska pisarka, autorka powieści kryminalnych oraz thrillerów, i historyk literatury.

## Życiorys
Od dwunastego roku życia w wyniku jaskry jest osobą niewidomą. Ukończyła polonistykę na Uniwersytecie Gdańskim. Z wykształcenia jest też historykiem literatury, studia doktoranckie z literaturoznawstwa ukończyła również na Uniwersytecie Gdańskim. Jej praca doktorska była poświęcona Juliuszowi Słowackiemu. Pełni funkcję jurora konkursów literackich i recytatorskich.
Zadebiutowała w 2008 powieścią grozy Obejrzyj się królu. Wydana w 2016 Śmierć kolekcjonera otworzyła tzw. cykl elbląski (kryminał i thrillery) z komisarzem Kamilem Soroką i prokurator Mileną Łempicką-Krol. Kolejne części tej trylogii to Porwanie (2018) oraz Zostań w domu (2019). Autorka uważa, że: „Ten rodzaj literatury najpełniej umożliwia konstruowanie intrygującej i tajemniczej fabuły”. Akcję swoich książek zwykle umieszcza lokalnie, czyli w Elblągu i jego okolicach, m.in. na Mierzei Wiślanej i Żuławach. Powieść Las zaginionych znalazła się na długiej liście książek nominowanych do Nagrody Wielkiego Kalibru w 2023.
Swoje teoretyczno i historyczno-literackie teksty publikowała w pismach „Twórczość”, „Przegląd Humanistyczny”, „Ruch Literacki”, „Akant”, „Parnasik”. 

## Publikacje książkowe[3]
- 2008: Obejrzyj się królu; powieść grozy
- 2011: Pałac tajemnic; kryminał
- 2014: Urlop nad morzem; kryminał
- 2016: Śmierć kolekcjonera, cykl Komisarz Kamil Soroka tom 1; kryminał
- 2017: Czas na miłość, czas na śmierć; kryminał
- 2018: Porwanie, cykl Komisarz Kamil Soroka tom 2; thriller
- 2019: Zostań w domu, cykl Komisarz Kamil Soroka tom 3; thriller
- 2020: Nikt się nie dowie; thriller
- 2021: Kto czyni zło; kryminał
- 2022: Las zaginionych; thriller
- 2023: Terytorium; thriller
- 2024: Ostatnie słowo; thriller
- 2025: Zaproszenie; thriller